# Direction de la technique et de l'innovation
Pour les articles homonymes, voir DTI.
La Direction de la technique et de l'innovation est un service du Ministère français de la Transition Écologique et Solidaire rattaché à la Direction des services de la Navigation aérienne (DSNA) et à la Direction générale de l'Aviation civile.
Cette direction est chargée de définir, faire réaliser et installer les grands systèmes de la navigation aérienne et d'assister le contrôle aérien au bénéfice de la DSNA, prestataire, entre autres, des services de gestion du trafic aérien. 
Elle a été fondée en mars 2005 dans le cadre de la réforme de la DGAC, par fusion du Centre d'études de la navigation aérienne (CENA) du Service technique de la navigation aérienne (STNA). Le STNA est d'abord devenu la Sous-direction des systèmes opérationnels (SDSO) de la DTI et le CENA la Sous-direction des études et de la recherche appliquée (SDER), avant une nouvelle réorganisation en 2006.
La dernière réorganisation de la DTI a été mise en place au 20 avril 2023.

## Organisation et missions
La direction de la technique et de l’innovation est composée d’une structure de direction, de deux missions, de huit domaines techniques et d’un domaine support général. La structure de direction comprend : un directeur assisté de deux adjoints ainsi qu'un chef de cabinet (DTI/CAB), chargé de l’organisation de la communication et des relations intérieures et extérieures.
Les deux missions sont :
- La mission « stratégie, pilotage et international » (DTI/SPI), chargée de définir et mettre en œuvre le cockpit de pilotage de la DTI en coordination avec les mécanismes DSNA, d’organiser la veille stratégique et réglementaire et de coordonner la mise en œuvre de la stratégie DTI en lien avec la stratégie DSNA ainsi que le développement et la mise en œuvre de partenariats internationaux.
- La mission « accélérateur » (DTI/XLR), chargée de définir et favoriser l’usage des outils agiles du développement à la mise en opération (DEVOPS), de contribuer et/ou aider à la pérennisation des développements DSNA, de participer à la démarche d’innovation et à l’animation des incubateurs de la DSNA.

Les huit domaines techniques sont :
- Le domaine « architecture, méthodes et expertises transverses » (DTI/AME) est chargé de porter et garantir l’architecture globale des systèmes techniques de la DSNA, en cohérence avec la stratégie DSNA. Il apporte un support méthodologique sur toutes les composantes de l’ingénierie des systèmes et anime la veille en termes d’ingénierie et d’architecture. Il met en œuvre le Système de Management Intégré (SMI) DSNA dans le contexte de la DTI. Il contribue à la définition et vérifie la mise en œuvre de la Politique de Sécurité des Systèmes d’Information (PSSI) pour les systèmes d’information opérationnels de la DSNA.
- Le domaine « innovation, études et nouvelles technologies » (DTI/IET), est chargé de coordonner, accompagner et stimuler l’innovation au sein de toutes les équipes de la DTI et de la DSNA pour favoriser la livraison régulière de solutions innovantes, pertinentes et porteuses de valeur. Il met en œuvre un conseil scientifique associant des centres de recherche, des écoles, des universités et des industriels aux choix structurants d’innovation de la DSNA.
- Le domaine « systèmes de gestion du trafic aérien en route » (DTI/ART) est chargé, pour les métiers contrôle (positions civiles, chefs de salle et militaires), exploitation technique et qualité de service, de développer et assurer le maintien en conditions opérationnelles des systèmes ATM en route en France métropolitaine. Il met en place la veille métier, impulse l’émergence de nouveaux concepts ou solutions techniques et développe l’innovation afférente.
- Le domaine « systèmes de gestion du trafic aérien approche et tour » (DTI/APT) est chargé de développer et assurer le maintien en conditions opérationnelles des systèmes de gestion du trafic aérien des tours et des centres de contrôle d'approche de métropole et d’outre-mer, ainsi que des systèmes DAT (Digital Advanced Tower). Il met en place la veille métier, impulse l’émergence de nouveaux concepts ou solutions techniques et développe l’innovation afférente.
- Le domaine « services pour l’ATM » (DTI/S4A) est chargé des produits et services associés aux fonctions ATFCM, ASM, CDM, AIM ainsi qu’aux fonctions de gestion des flux arrivée/départ. Il prend en compte les nouveaux entrants, et notamment l’intégration des drones dans l’environnement ATM et la fourniture de services de données nécessaires pour leur exploitation. Il gère les composants ATC partagés à destination des systèmes en route ou approche/tour et la mise en place des services de données ATC associés. Il met en place la veille métier, impulse l’émergence de nouveaux concepts ou solutions techniques et développe l’innovation afférente.
- Le domaine « infrastructures » (DTI/INFRA) est chargé de définir, acquérir ou réaliser, déployer et assurer le maintien en conditions opérationnelles des infrastructures opérationnelles (énergie, climatisation, réseaux/télécom, câblages), des environnements de simulation, des outils de supervision, de certains équipements techniques et des applications archivage/redevances. Il offre des services d’hébergement des applications et des données, d’accès aux données de la DSNA, des environnements de développement informatique pour la DSNA et des services de support aux tests, expérimentations et simulations.
- Le domaine «communication, navigation et surveillance » (DTI/CNS) est chargé de la définition, de l’acquisition, de l’intégration, de la validation, du contrôle en vol, de la maintenance et des évolutions des systèmes et des services opérationnels de communication, navigation et surveillance (CNS). Il est chargé, en outre, de la gestion et de la bonne utilisation des fréquences ainsi que de la veille technologique des systèmes CNS et contribue à l’identification des évolutions de ces systèmes dans le cadre des stratégies élaborées au niveau européen et international.
- Le domaine « soutien aux sites » (DTI/SAS) est chargé d’assurer l’ensemble des services de soutien à l’exploitation des moyens techniques et opérationnels mis à la disposition des sites de la DSNA par la DTI. Il définit et met en œuvre la stratégie de maintenance et accompagne le suivi d’exploitation en termes de qualité de service et de sécurité.

Le domaine « support général » (DTI/SG) est chargé de la gestion des ressources humaines, de l’organisation des achats et de la passation de contrats, de la gestion budgétaire et comptable et du soutien logistique de la DTI. Il coordonne l’activité administrative des domaines.

### Articles Connexes
- Direction des services de la Navigation aérienne
- Direction générale de l'Aviation civile
- Centre d'études de la navigation aérienne
- Service technique de la navigation aérienne